# Deutsche Cadre-47/1-Meisterschaft 1969/70

Veranstaltungsort: Duisburg

Die Deutsche Cadre-47/1-Meisterschaft 1969/70 ist eine Billard-Turnierserie und fand vom 29. Januar bis zum 1. Februar 1970 in Duisburg zum siebten Mal statt.

## Geschichte
Nach zwei zweiten Plätzen hat es der Berliner Dieter Müller geschafft. Ungeschlagen sicherte er sich seinen ersten deutschen Titel im Cadre 47/1. Dabei verbesserte er seinen eigenen deutschen Serienrekord auf 219 Punkte. Die große Überraschung war der zweite Platz für den Neu-Duisburger Matthias Metzemacher. Er profitierte von den unkonstanten Leistungen der Düsseldorfer Siegfried Spielmann und Dieter Wirtz, die er beide besiegen konnte. Dritter wurde der junge Dieter Wirtz, der zwischenzeitlich durch sein technisch sehr gutes Billardspiel überzeugte.

## Modus
Gespielt wurde im Round-Robin-Modus bis 300 Punkte.
Die Endplatzierung ergab sich aus folgenden Kriterien:
1. Matchpunkte
2. Generaldurchschnitt (GD)
3. Bester Einzeldurchschnitt (BED)
4. Höchstserie (HS)

## Teilnehmer nach Ausgangsklassement
1. Siegfried Spielmann (Düsseldorfer Bfr. 54) (Titelverteidiger)
2. Dieter Müller (Berliner Billardfreunde 1921)
3. Peter Sporer (BSV München)
4. Günter Siebert (BC Billardstudio Duisburg)
5. Matthias Metzemacher (BC Billardsaal 68 Marxloh)
6. Dieter Wirtz (Düsseldorfer Bfr. 54)
7. Werner Naruhn (BC Feldmark 34 Gelsenkirchen)
8. Dietmar Koch (Homberger BC)

## Abschlusstabelle
| MP    | Match Points (Sieger = 2; Unentschieden = 1; Verlierer = 0) |
| Pkte. | Erzielte Karambolagen                                       |
| Aufn. | Benötigte Versuche                                          |
| GD    | Generaldurchschnitt                                         |
| BED   | Bester Einzeldurchschnitt eines Spielers                    |
| HS    | Höchstserie                                                 |
|       | Bester GD des Turniers                                      |
|       | Bester ED des Turniers                                      |
|       | Beste HS des Turniers                                       |
|       | 1. Platz (Gold)                                             |
|       | 2. Platz (Silber)                                           |
|       | 3. Platz (Bronze)                                           |

| Klassement                 | Klassement           | Klassement | Klassement | Klassement | Klassement | Klassement | Klassement |
| Platz                      | Name                 | MP         | Pkte.      | Aufn.      | GD         | BED        | HS         |
| -------------------------- | -------------------- | ---------- | ---------- | ---------- | ---------- | ---------- | ---------- |
| 1                          | Dieter Müller        | 14:0       | 2100       | 103        | 20,38      | 50,00      | 219        |
| 2                          | Matthias Metzemacher | 10:4       | 1921       | 162        | 11,85      | 15,78      | 104        |
| 3                          | Dieter Wirtz         | 8:6        | 1706       | 133        | 12,82      | 17,64      | 110        |
| 4                          | Siegfried Spielmann  | 8:6        | 1842       | 145        | 12,70      | 33,33      | 105        |
| 5                          | Günter Siebert       | 7:7        | 1887       | 180        | 10,48      | 13,63      | 89         |
| 6                          | Peter Sporer         | 5:9        | 1614       | 141        | 11,44      | 16,66      | 151        |
| 7                          | Werner Naruhn        | 4:10       | 1415       | 152        | 9,30       | 12,50      | 70         |
| 8                          | Dietmar Koch         | 0:14       | 974        | 162        | 6,01       | –          | 59         |
| Turnierdurchschnitt: 11,42 |                      |            |            |            |            |            |            |